# Christian Bergström
Christian Bergström, född 19 juli 1967 i Göteborg, Sverige är en svensk högerhänt före detta tennisspelare. Bergström blev proffs 1985 och nådde sin bästa placering, 32 på världsrankingen, i januari 1992. Han har inte vunnit någon titel under sin karriär, men han har spelat två singelfinaler i Adelaide och en dubbelfinal i Båstad.

## Finalförluster

### Singelfinaler (2)
| Nr | Datum            | Turnering | Underlag  | Motståndare      | Resultat         |
| 1  | 30 december 1991 | Adelaide  | Hardcourt | Goran Ivanisevic | 6-1, 6-7(5), 4-6 |
| 2  | 4 januari 1993   | Adelaide  | Hardcourt | Nicklas Kulti    | 6-3, 5-7, 4-6    |

### Dubbelfinaler (1)
| Nr | Datum       | Turnering | Underlag | Motståndare                        | Partner           | Resultat |
| 1  | 6 juli 1992 | Båstad    | Grus     | Tomas Carbonell Christian Miniussi | Magnus Gustafsson | 4-6, 5-7 |